# 渡辺泰造
渡辺 泰造（わたなべ たいぞう、1934年3月16日 - 2019年12月15日）は、東京府出身の外交官。駐エジプト大使、駐インドネシア大使、外務省顧問、全日空顧問、青山学院大学教授などを務めた後、2005年日本国際博覧会政府代表。

## 人物・略歴
1946年に東京高等師範学校附属国民学校（現・筑波大学附属小学校）、1952年に東京教育大学附属中学校・高等学校（現・筑波大学附属中学校・高等学校）を卒業。東京大学に進学。
1956年、東京大学法学部を卒業し、外務省に入省。米国イェール大学留学などを経て、1984年ロサンゼルス総領事、1987年在米国大使館特命全権公使、1989年外務報道官、1992年エジプト大使、1994年インドネシア大使を歴任。1997年外務省を退官した。
外務省屈指の英語力を駆使し、特に日米摩擦が頂点に達した1980年代後半から90年代前半にかけて、日本政府のスポークスマン役として頻繁に米国メディアに登場した。
退官後、青山学院大学の国際政治経済学部教授として教壇に立っていたが、2001年10月、外務省顧問および愛・地球博（愛知万博）の日本政府代表に就任。世界各国を歴訪して同博覧会への参加招致を行うとともに（最終的に121ヶ国が博覧会に公式参加）、博覧会会期中は、ホスト国日本の代表として、各国ナショナル・デー等に来訪する外国要人の接遇に当たった。
政府代表代理には、市橋康吉（ブルガリア大使を経て、モンゴル大使）、宮本武史（経済産業省審議官を経て、サラゴサ万博日本政府代表）が任命された。（なお、博覧会出展者としての日本を代表する陳列区域政府代表には豊田芳年（中部経済連合会会長）が、同代表代理には福川伸次（元通商産業事務次官）、中尾泰久（経済産業省博覧会推進室長）らが任命されている。）
愛・地球博の終了後は、財団法人ジョン万次郎ホイットフィールド記念国際草の根交流センター理事長に就任。日本・インドネシア協会の会長代行も務めている。また、文化交流活動の一環として、国際陸上競技連盟理事など国際スポーツ交流関連の役職も多数歴任している。